# Андерссон, Мауриц
Мауриц Олоф Андерссон (швед. Mauritz Olof Andersson; 22 сентября 1886, Гётеборг — 1 ноября 1971, Гётеборг) — шведский греко-римский борец, серебряный призёр летних Олимпийских игр 1908.
На Играх 1908 в Лондоне Андерссон соревновался в весовой категории до 73,0 кг. Выиграв четыре схватки, он проиграл в финале и занял второе место, выиграв серебряную медаль.
Через четыре года Андерссон принял участие в Олимпийских играх 1912 в Стокгольме в весе до 75,0 кг, но вышел уже после четвёртого раунда.